# Satz von Lehmann-Scheffé
Der Satz von Lehmann-Scheffé ist ein zentrales Resultat der Schätztheorie, einem Teilgebiet der mathematischen Statistik. Die auf dem Satz von Rao-Blackwell aufbauende Aussage liefert Kriterien, unter denen erwartungstreue Punktschätzer auch gleichmäßig beste erwartungstreue Schätzer sind, also eine geringere Varianz als alle weiteren erwartungstreuen Schätzer besitzen.
Der Satz ist nach Erich Leo Lehmann und Henry Scheffé benannt.

## Aussage
Der Satz von Lehmann-Scheffé lässt sich auf unterschiedliche Weisen formulieren, die sich in ihrer Notation und den verwendeten Strukturen unterscheiden, inhaltlich aber identisch sind.

### Für σ-Algebren
Gegeben sei ein statistisches Modell {\displaystyle (X,{\mathcal {A}},{\mathcal {P}})} und sei {\displaystyle D_{g}} die Menge aller erwartungstreuer Schätzer mit endlicher Varianz für die Parameterfunktion {\displaystyle g}. Die Unter-σ-Algebra {\displaystyle {\mathcal {S}}\subset {\mathcal {A}}} sei sowohl suffizient für {\displaystyle {\mathcal {P}}} als auch vollständig für {\displaystyle {\mathcal {L}}^{2}(X,{\mathcal {A}},{\mathcal {P}})}.
Ist {\displaystyle T\in D_{g}}, dann ist die Rao-Blackwell-Verbesserung {\displaystyle T^{+}:=\operatorname {E} _{\bullet }(T|{\mathcal {S}})} von {\displaystyle T} bezüglich {\displaystyle {\mathcal {S}}} gleichmäßig bester erwartungstreuer Schätzer für {\displaystyle g}. Sprich es gilt
{\displaystyle \operatorname {Var} _{P}(T^{+})\leq \operatorname {Var} _{P}(K)\quad \mathrm {f{\ddot {u}}r\;alle\;} P\in {\mathcal {P}}}
und alle weiteren {\displaystyle K\in D_{g}}.

### Für Statistiken
Die Formulierung mittels Statistiken folgt direkt aus der obigen: Die suffiziente, vollständige σ-Algebra {\displaystyle {\mathcal {S}}} wird durch eine suffiziente, vollständige Statistik {\displaystyle S} ersetzt. Teils wird {\displaystyle {\mathcal {P}}} auch als {\displaystyle (P_{\vartheta })_{\vartheta \in \Theta }} notiert. Dies bedeutet nicht, dass die Aussage nur für parametrische Modelle gilt. Voll ausformuliert lautet die Aussage dann: {\displaystyle T^{+}:=\operatorname {E} _{\bullet }(T|S)} ist ein gleichmäßig bester erwartungstreuer Schätzer für {\displaystyle g}, sprich es ist
{\displaystyle \operatorname {Var} _{\vartheta }(T^{+})\leq \operatorname {Var} _{\vartheta }(K)\quad \mathrm {f{\ddot {u}}r\;alle\;} \vartheta \in \Theta }
und alle weiteren {\displaystyle K\in D_{g}}.

## Alternative Formulierungen
Mögliche Umformulierungen der obigen Aussagen sind:
- Ist {\displaystyle {\mathcal {S}}} suffizient und vollständig für {\displaystyle {\mathcal {L}}^{2}(X,{\mathcal {A}},{\mathcal {P}})} und ist {\displaystyle T\in {\mathcal {L}}^{2}(X,{\mathcal {S}},{\mathcal {P}})\cap D_{g}}, so ist {\displaystyle T} gleichmäßig bester erwartungstreuer Schätzer für {\displaystyle g}.
- Ist {\displaystyle T} eine vollständige suffiziente Statistik und existiert ein {\displaystyle h}, so dass {\displaystyle h\circ T} ein erwartungstreuer Schätzer für {\displaystyle g} ist, so ist {\displaystyle h\circ T} ein gleichmäßig bester erwartungstreuer Schätzer für {\displaystyle g}. Dies gilt, da {\displaystyle \operatorname {E} _{\bullet }(h\circ T|T)=h\circ T}. Setzt man nun in der obigen Aussage {\displaystyle S=h\circ T}, so folgt diese Formulierung.

## Verallgemeinerungen
Eine Spezialisierung des Satzes von Lehmann-Scheffé ist der Satz von Barankin und Stein, der die Struktur lokal minimaler Schätzer beschreibt.